# Mylabris flavoguttata
Mylabris flavoguttata es una especie de coleóptero de la familia Meloidae.

## Distribución geográfica
Habita en Etiopía y Angola.